# سلمان رشدی
سِر احمد سلمان رُشدی (به انگلیسی: Sir Ahmed Salman Rushdie) 
(به کشمیری: अहमद सलमान रुशदी) (زادهٔ ۱۹ ژوئن ۱۹۴۷) نویسنده و مقاله‌نویس بریتانیایی-آمریکایی زاده هند است. وی نخستین بار با کتاب بچه‌های نیمه‌شب به شهرت رسید و جایزهٔ ادبی من بوکر را بابت نگارش این اثر دریافت کرد. بیشتر آثار رشدی از شبه‌قارهٔ هند ریشه می‌گیرد و عمدتاً به پیوندها، مشکلات و مهاجرت‌ها بین تمدن‌های غربی و شرقی می‌پردازد. نوشته‌های او ترکیبی از سبک واقع‌گرایی جادویی و قصه‌های تاریخی است.
چهارمین اثر وی آیات شیطانی، جنجال‌هایی را در کشورهای اسلامی برانگیخت. پس از آن، فتوای صادرهٔ روح‌الله خمینی برای به قتل رساندن وی، باعث شد تا سلمان رشدی سالیان درازی به زندگی مخفیانه روی آورد و دولت بریتانیا وی را تحت حفاظت پلیس قرار دهد.
آثار رشدی همواره با استقبال منتقدان ادبی روبه‌رو شده‌است و وی بارها برندهٔ جوایز ادبی نظیر وایت‌برد (۲ بار)، بوکر داستان، بوکر بوکرها، جایزهٔ شورای هنر، اتحادیهٔ انگلیسی‌زبانان و نویسندهٔ سال بوده‌است. رشدی در سال ۱۹۸۳ به‌عنوان عضو انجمن پادشاهی ادبیات انگلستان انتخاب شد. رشدی در سال ۲۰۰۷ به‌دلیل خدماتش به ادبیات نشان شوالیه را دریافت کرد. در سال ۲۰۰۸، تایمز او را در ردهٔ سیزدهم فهرست ۵۰ نویسندهٔ برتر بریتانیایی از سال ۱۹۴۵ قرار داد. رشدی از سال ۲۰۰۰ در ایالات متحده زندگی می‌کند. او در سال ۲۰۱۵ در مؤسسهٔ روزنامه‌نگاری آرتور ال. کارتر در دانشگاه نیویورک به‌عنوان نویسندهٔ برجسته انتخاب شد. او پیش از این در دانشگاه اموری تدریس می‌کرد. او همچنین عضو آکادمی هنر و ادبیات آمریکا است. رشدی در سال ۲۰۱۲، کتاب جوزف آنتون: خاطرات را منتشر کرد که شرحی از زندگی خود در پی وقایع پس از انتشار آیات شیطانی بود.
در اوت ۲۰۲۲ شخصی با چاقو به وی حمله و جراحات سنگینی به او وارد کرد. پس از این حمله او یک چشم خود و کنترل یک دستش را از دست داد. مجلۀ تایم در سال ۲۰۲۳ او را یکی از ۱۰۰ شخص تاثیرگذار در جهان نامید.

## زندگی شخصی
وی نیمه‌شب پنجشنبه ۱۹ ژوئن ۱۹۴۷ در شهر بمبئی در هند و در خانواده‌ای مسلمان به دنیا آمد. پدر او بازرگانی هندی بود. خانواده رشدی برای در امان ماندن از آزار هندوها به پاکستان رفتند و او در چهارده سالگی به بریتانیا مهاجرت کرد. سلمان رشدی در سال ۱۹۶۸ با مدرک کارشناسی تاریخ از کالج کینگ، کمبریج دانش‌آموخته شد. سلمان رشدی پس از پایان تحصیل در بریتانیا برای کار به پاکستان رفت. اما به دلیل سانسور موجود در آنجا به بریتانیا بازگشت.
وی در حال حاضر تبعهٔ بریتانیا است.
رشدی از سال ۲۰۰۰ در ایالات متحده، بیشتر در نزدیکی میدان اتحاد در منهتن جنوبی شهر نیویورک زندگی کرده‌است. او از هواداران باشگاه فوتبال انگلیسی تاتنهام هاتسپر است.

## فتوای قتل
«بسمه تعالی. انا للَّه و انا الیه راجعون. به اطلاع مسلمانان غیور سراسر جهان می‌رسانم مؤلف کتاب «آیات شیطانی» -که علیه اسلام و پیامبر و قرآن، تنظیم و چاپ و منتشر شده‌است-همچنین ناشرین مطلع از محتوای آن، محکوم به اعدام می‌باشند. از مسلمانان غیور می‌خواهم تا در هر نقطه که آنان را یافتند، سریعاً آن‌ها را اعدام نمایند تا دیگر کسی جرئت نکند به مقدسات مسلمین، توهین نماید و هر کس در این راه کشته شود، شهید است ان شاء الله. ضمناً اگر کسی دسترسی به مؤلف کتاب دارد؛ ولی خود، قدرت اعدام او را ندارد، او را به مردم، معرفی نماید تا به جزای اعمالش برسد؛ و السلام علیکم و رحمه الله و برکاته. روح‌الله الموسوی الخمینی».

فتوای خمینی برای کشتن سلمان رشدی و ناشران کتابش.
سید روح‌الله خمینی، در ۲۵ بهمن ۱۳۶۷ (۱۴ فوریهٔ ۱۹۸۹) حکم کشتن سلمان رشدی را صادر کرد و این فتوا تا به امروز بر قوّت خود باقی است. رهبر فعلی جمهوری اسلامی، سید علی خامنه‌ای نیز در سال ۱۳۸۳ خورشیدی، حکم خمینی را غیرقابل‌تغییر خواند. پس از این فتوا برخی از نهادهای دولتی ایران، جایزه‌هایی برای کشتن او تعیین کردند.

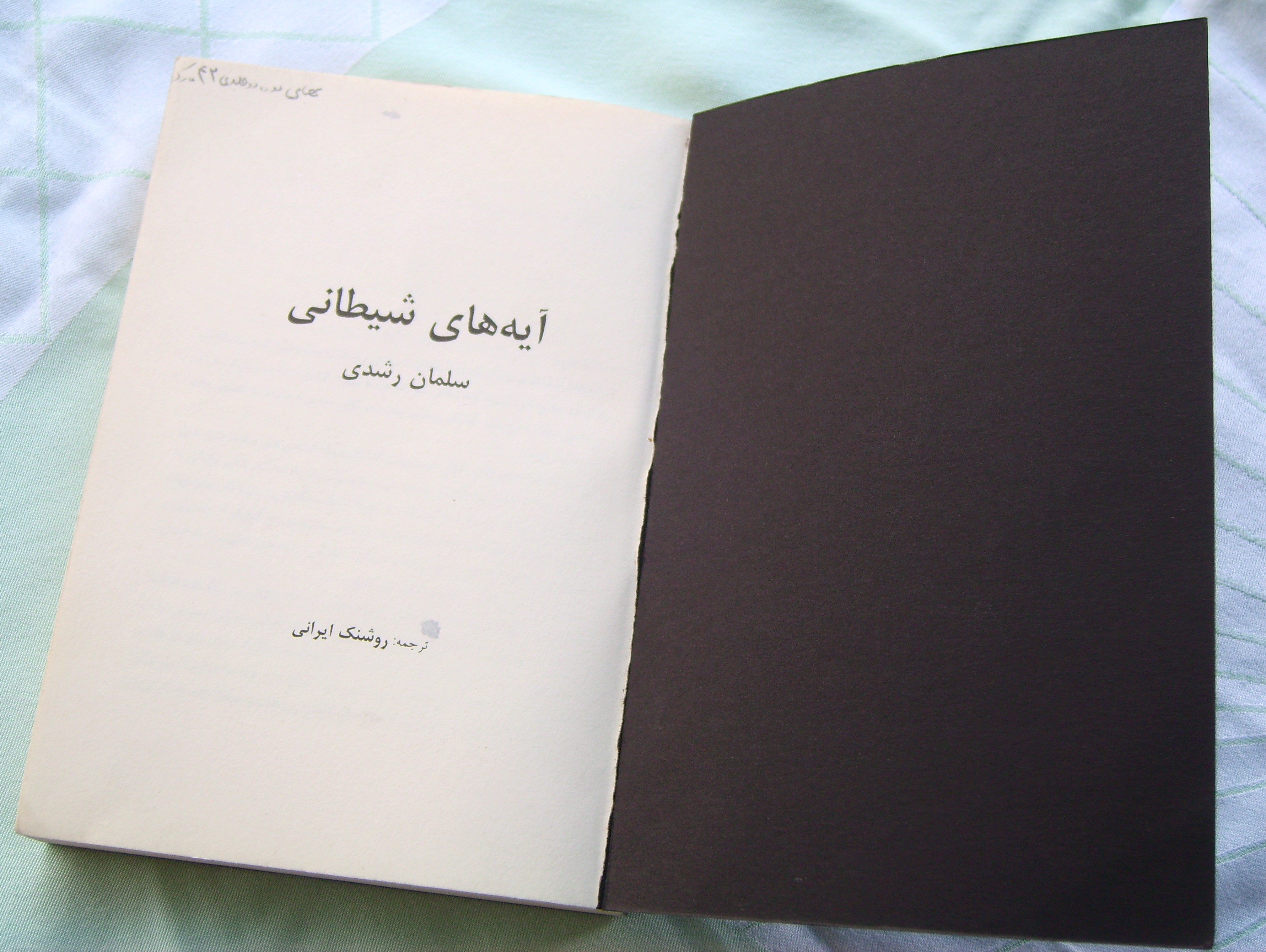
ترجمهٔ فارسی کتاب «آیات شیطانی»

به عقیدهٔ برنارد لوئیس، خمینی در صادر کردن این فتوا و تشویق مسلمانان به کشتن سلمان رشدی به شکل قابل‌ملاحظه‌ای از سنّت رایج اسلامی فاصله می‌گرفت. به گفتهٔ لوئیس به‌صورت تاریخی بیشتر فقها معتقدند که شخصی که به ارتداد متهم می‌شود باید به محکمهٔ قضاوت آورده شود، اتهام او بیان شده و سپس فرصت دفاع به او داده شود. پس از طی همهٔ این مراحل، قاضی حکم را در مورد او صادر می‌کند. اما دیدگاه فقها این بوده‌است که توهین یک مسلمان به پیامبر اسلام آن‌قدر بزرگ است که نیازی به برپایی دادگاه نیست. این گروه نظر خود را بر پایهٔ حدیثی (که صحتش مورد اختلاف است) قرار می‌دهند که محمد در آن اعلام می‌کند که «هر کسی که به من توهین بکند و مسلمانی آن را بشنود، باید فوراً شخص توهین‌کننده را بکشد.» اما حتی فقهایی که کشتن شخصی که مقابل فرد به محمد توهین می‌کند را لازم می‌دانند، هرگز تا این حد پیش نمی‌روند که دربارهٔ کسی که در کشوری دیگر به محمد توهین کرده فتوا دهند. بدین‌سان دیدگاه خمینی در اسلام کم‌سابقه است.

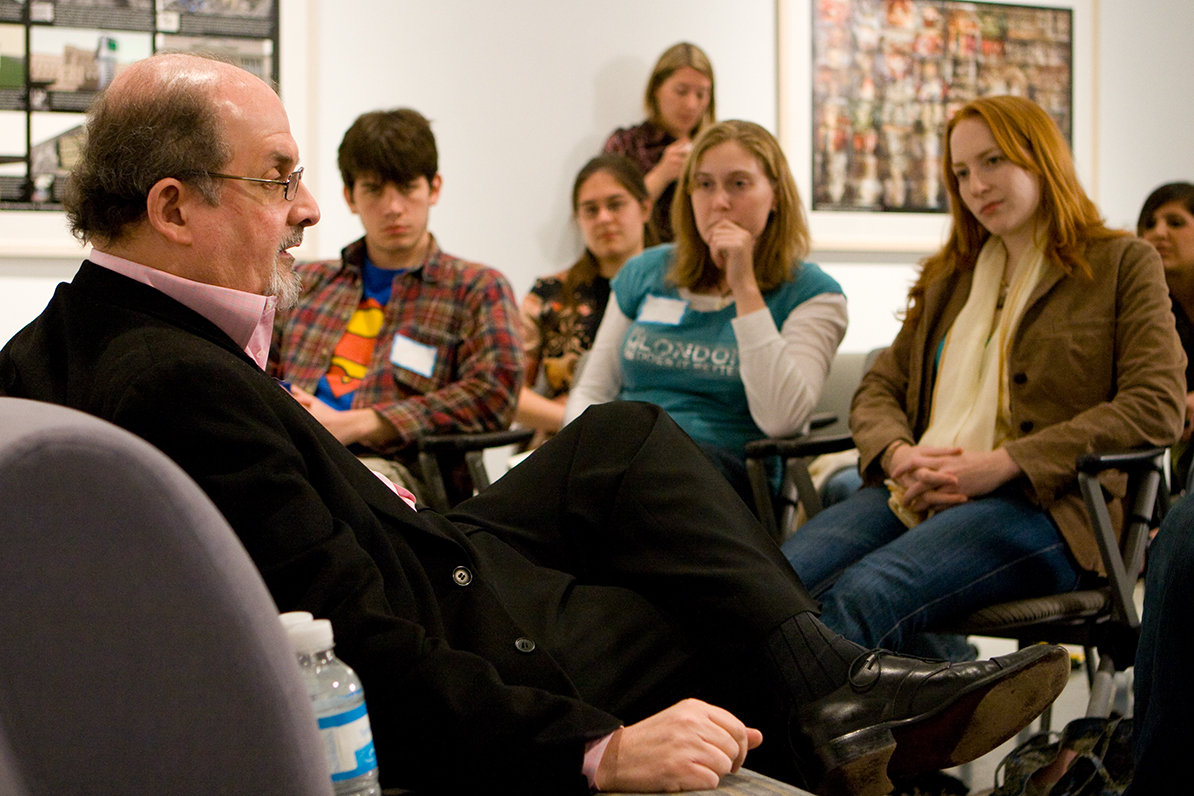
سلمان رشدی در حال بحث در دانشگاه اموری

در پی صدور فتوای کشتن سلمان رشدی توسط روح‌الله خمینی و اعلام آمادگی برخی مسلمانان در نقاط مختلف جهان، وزارت کشور بریتانیا مسئولیت حمایت از سلمان رشدی که شهروندی و اقامت انگلستان را داشت، برعهده گرفت و با گماردن محافظان دولتی از وی حمایت کرد.
مصطفی مازح از اعضای حزب‌الله لبنان، از جمله کسانی بود که برای کشتن رشدی اقدام کرد و در هنگام بمب‌گذاری در یک هتل در پدینگتون مرکز لندن، به خاطر نابه‌هنگام عمل کردن بمب، کشته شد.
شرکت هواپیمایی بریتیش ایرویز، حضور سلمان رشدی را در هواپیماهای خود تا سال ۱۹۹۸ ممنوع اعلام کرد. ایر کانادا نیز از لحاظ امنیتی ممنوعیت‌هایی برای سلمان رشدی در نظر گرفت.

## ترور رشدی و برخی از مترجمان و ناشران کتاب‌های او
رشدی به اتهام توهین به مقدسات اسلامی از سوی رهبر پیشین جمهوری اسلامی، سید روح‌الله خمینی، به مرگ محکوم شد که بعدها توسط سید علی خامنه‌ای و سید احمد خمینی مورد تأکید قرار گرفت.
پس از آن محمد احمدیان که بعدها به سمت‌هایی مانند ریاست دانشگاه، معاون سازمان انرژی اتمی ایران، معاونت وزارت نیرو هم رسید، زمانی که در انگلستان به عنوان بورسیه مشغول تحصیل در مقطع دکتری بود، به دنبال فتوای آیت‌الله خمینی در خصوص قتل سلمان رشدی اقدام به ساخت بمب برای آتش زدن انتشارات پنگوئن در لندن کرد و این بمب‌ها را در اختیار دانشجویان ایرانی قرار داده و انتشارات پنگوئن را به آتش کشید. او دانشجویان همدستش تنها به اخراج از انگلستان محکوم شدند. وی متعاقب این عمل از انگلستان اخراج شد.
در ۱۹۹۱ میلادی، هیتوشی ایگاراشی، مترجم کتاب آیات شیطانی به ژاپنی، در تسوکوبا، ایباراکی و در دانشگاهی که تدریس می‌کرد، به‌دست اسلام‌گرایان، ترور و کشته شد. همچنین مترجم ایتالیایی کتاب در میلان، مورد ضرب و شتم و ضربات چاقو قرار گرفت. در ۱۹۹۳، ویلیام نیگارد ناشر نروژی کتاب، هدف سوءقصد واقع و به‌شدت زخمی شد. سی و هفت نفر از کسانی که برای سخنرانی مترجم بخش‌هایی از کتاب به ترکی یعنی عزیز نسین، طنزپرداز شناخته‌شده، گرد آمده بودند، در هتل محل تجمع در سیواس ترکیه به آتش کشیده شده و جان باختند.

### قرارگیری در فهرست ترور القاعده (۲۰۱۰)
در سال ۲۰۱۰، انور العولقی فهرستی را در نشریهٔ اینسپایر منتشر کرد که شامل رشدی و دیگر چهره‌هایی بود که القاعده ادعا می‌کرد به اسلام توهین کرده‌اند، از جمله آیان حرصی علی، لارس ویلکس (کاریکاتوریست) و سه کارمند جیلندز پستن: کرت وسترگارد، کارستن جاست و رز فلمینگ. این فهرست بعداً گسترش یافت و شامل استفان شاربونیه شد که در حملهٔ تروریستی به شارلی ابدو در پاریس به همراه ۱۱ نفر دیگر به قتل رسید. پس از این حمله، القاعده خواستار کشتارهای بیشتر شد.
رشدی حمایت خود را از شارلی ابدو ابراز کرد. او گفت: «من همان‌طور که همهٔ ما باید، در کنار شارلی ابدو ایستاده‌ام تا از هنر طنز دفاع کنم که همیشه نیرویی برای آزادی و در برابر استبداد، بی‌صداقتی و حماقت بوده است. تمامیت‌خواهی مذهبی جهش مرگباری را در قلب اسلام ایجاد کرده است و ما امروز شاهد عواقب غم‌انگیز آن در پاریس هستیم.» رشدی در واکنش به این حمله، اظهار داشت: «شما می‌توانید شارلی ابدو را دوست نداشته باشید… اما این‌که شما آن‌ها را دوست ندارید ربطی به حق آن‌ها برای صحبت ندارد. این حقیقت که شما آن‌ها را دوست ندارید، قطعاً به هیچ‌وجه قتل آن‌ها را توجیه نمی‌کند.»

### چاقو خوردن
سلمان رشدی در ۱۲ اوت ۲۰۲۲ هنگام سخنرانی در نیویورک مورد حمله با چاقو قرار گرفت. پلیس نیویورک اعلام کرد ضاربِ نویسندهٔ کتاب آیات شیطانی، هادی مطر ۲۴ ساله و اهل ایالت نیوجرسی است. اندرو وایلی، مدیر برنامه‌های سلمان رشدی، در بیانیه‌ای اعلام کرد که انتظار می‌رود رشدی یکی از چشمان خود را از دست بدهد، عصب یک بازوی او آسیب دیده و ران و کبدش چاقو خورده است. رشدی پس از انتقال به بیمارستان، جراحی شد و یک روز بعد، او را از دستگاه تنفس مصنوعی جدا کردند و توانست صحبت کند. مدیر برنامه‌های رشدی گفته است که رشدی در «مسیر بهبودی» است، اما بهبودی او، مدت زیادی طول خواهد کشید. پلیس آمریکا گفته است که ضارب، از علاقه‌مندان به حکومت جمهوری اسلامی است اما مقامات این حکومت، هرگونه ارتباط با چاقوکشی یا مهاجم را رد کرده و رشدی و پشتیبانان او را مسئول این عمل دانسته‌اند. او ۶ هفته برای درمان در بیمارستان بستری بود و پس از آن به علت شدت جراحات، یک چشم خود و کنترل یک دستش را از دست داد.

#### جایزه جمهوری اسلامی برای ترور
در اول اسفند ۱۴۰۱ یک نهاد جمهوری اسلامی ایران به نام «شبکه مردمی اجرای فتوای روح‌الله خمینی» اعلام کرد که یک‌هزار متر «زمین باارزش» به هادی مطر اهدا می‌کند. این نهاد دینی نزدیک به حکومت جمهوری اسلامی، سلمان رشدی را «مهدورالدم» و حملهٔ هادی مطر به او را «اقدام شجاعانه جوان آمریکایی در جهت اجرای یک حکم تاریخی» نامید و افزود که «همین مقدار زمین» نیز تحویل کسانی خواهد شد که سرانجام جان سلمان رشدی را بگیرند. نهادهای متعدد جمهوری اسلامی در گذشته نیز جوایز کلان مالی برای کسی که بتواند سلمان رشدی را بکشد تعیین کرده بودند.

## جوایز و افتخارات
سلمان رشدی برای نوشته‌هایش تحسین‌های زیادی دریافت کرده‌است، از جمله جایزهٔ ادبیِ آریستیونِ اتحادیهٔ اروپا، Premio Grinzane Cavour (ایتالیا)، و جایزهٔ نویسندهٔ سال در آلمان و بسیاری از بالاترین افتخارات در ادبیات.
جوایز دریافت‌شدهٔ او عبارت‌اند از:
- جایزهٔ دولتی اتریش برای ادبیات اروپا (۱۹۹۳)[۵۲]
- جایزهٔ ادبی من بوکر (۱۹۸۸)[۵۳]
- جایزهٔ قلم طلایی[۵۴]
- جایزهٔ ادبیات هانس کریستین اندرسن (۲۰۱۴)[۵۵]
- دکترای افتخاری از دانشگاه ایندیانا (۲۰۱۸)[۵۶]
- دکترای افتخاری ادبیات از دانشگاه اموری (۲۰۱۵)[۵۷]
- جایزهٔ جیمز جویس از یونیورسیتی کالج دوبلین (۲۰۰۸)[۵۸]
- دستاورد برجستهٔ یک عمر در انسان‌گرایی فرهنگی از دانشگاه هاروارد (۲۰۰۷)[۵۹]
- جایزهٔ قلم پینتر (بریتانیا)[۶۰]
- جایزهٔ ادبی سنت لوئیس از کتابخانهٔ دانشگاه سنت لوئیس[۶۱]
- جایزهٔ آزاداندیشان سوئیس (۲۰۱۹)[۶۲]

### دریافت نشان شوالیه
رشدی در ۱۶ ژوئن سال ۲۰۰۷، از الیزابت دوم، ملکهٔ بریتانیا، به پاس خدماتش به دنیای ادبیات، لقب شوالیه دریافت کرد.
وی در این رابطه گفت: «از دریافت این افتخار بزرگ، بسیار هیجان‌زده و متواضع هستم و از این‌که کارم در این راه، مورد توجه قرار گرفته‌است، بسیار سپاس‌گزارم» در پاسخ به شوالیه شدن او، بسیاری از کشورهای دارای اکثریت مسلمان اعتراض کردند. نمایندگان مجلس چندین کشور، این اقدام را محکوم کردند و ایران و پاکستان نمایندگان دیپلماتیک بریتانیا را برای اعتراض رسمی فراخواندند. گروهی از مسلمانان نیز به‌طور علنی خواستار مرگ او شدند.

## آثار

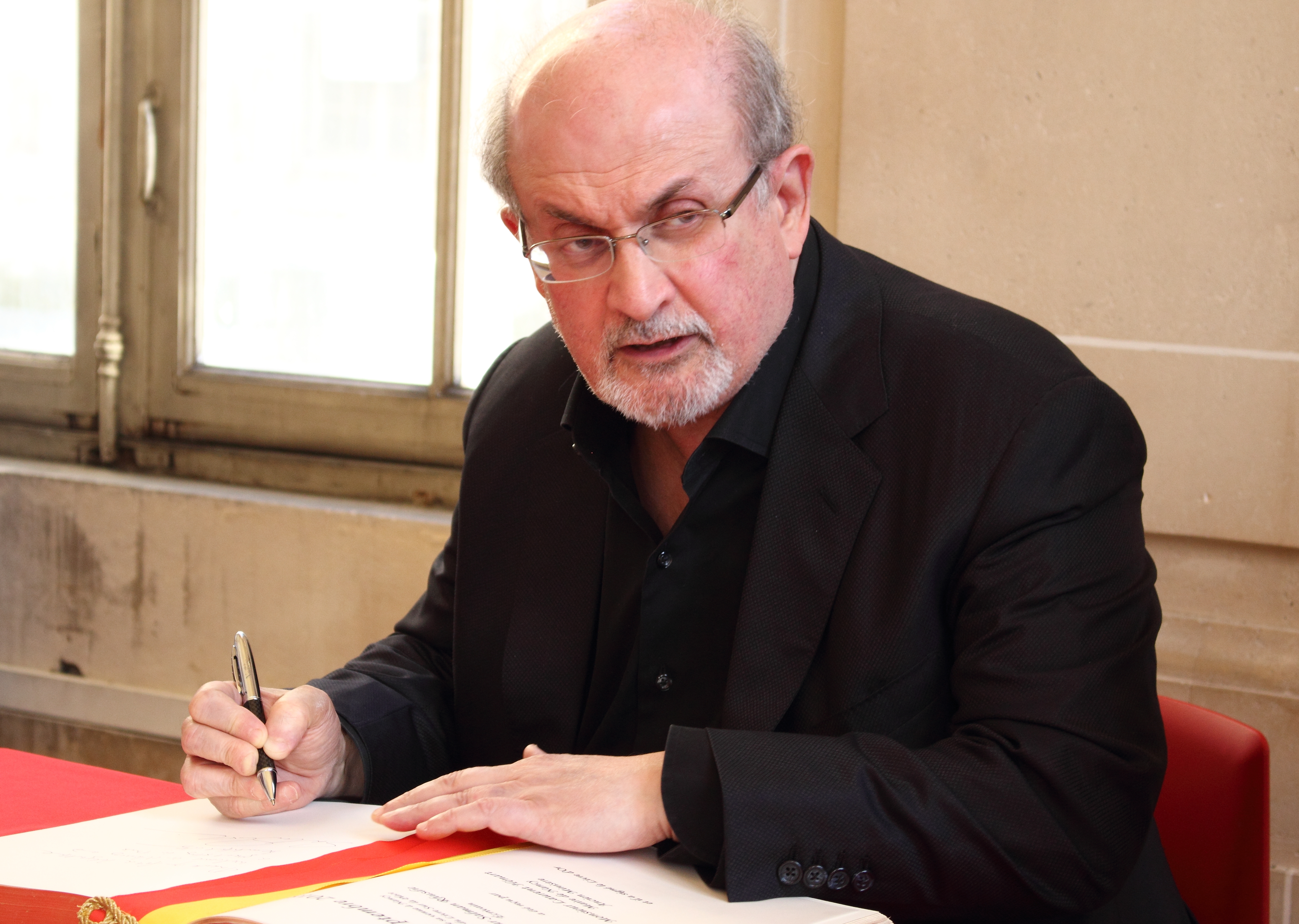
سلمان رشدی، نویسنده آیات شیطانی

نخستین کتاب سلمان رشدی، گریموس، در سال ۱۹۷۵ به چاپ رسید که مورد استقبال مردم قرار نگرفت. گریموس شکل تغییریافتهٔ واژهٔ «سیمرغ» است.
دومین اثر او کتاب بچه‌های نیمه‌شب است که در سال ۱۹۸۱ منتشر شد. برندهٔ جایزه ادبی من بوکر شد و سال‌ها بعد در سال ۱۹۹۳ برندهٔ جایزهٔ بوکرِ بوکرها شد که به این معنی بود که این کتاب بهترین اثر از میان رمان‌های برندهٔ جایزهٔ بوکر در ۲۵ سال اول اعطای این جایزه است. بچه‌های نیمه‌شب را مهدی سحابی به فارسی ترجمه کرد.
رمان شرم نیز با ترجمهٔ مهدی سحابی در سال ۱۳۶۴ خورشیدی برندهٔ جایزهٔ بهترین رمان خارجی کتاب سال جمهوری اسلامی ایران شد.
چهارمین اثر رشدی کتاب جنجالی آیات شیطانی است که در کشورهای ایران، هند، پاکستان، بنگلادش، مصر و آفریقای جنوبی رسماً ممنوع اعلام شده‌است.
پس از آن کتاب‌های متعددی از وی منتشر شد که زمین زیر پایش (۱۹۹۹)، خشم (۲۰۰۱) و شالیمار دلقک (۲۰۰۵) از آن جمله‌اند.
سبک روایی رشدی را از گونهٔ واقع‌گرایی جادویی می‌دانند رمان بچه‌های نیمه‌شب تم‌هایی از طبل حلبی گونتر گراس را در خود دارد که رشدی آن را الهام‌بخش نوشتن کتاب می‌داند. آیات شیطانی نیز به وضوح وام‌دارِ مرشد و مارگاریتا اثر میخائیل بولگاکف روسی است.

## کتاب‌شناسی

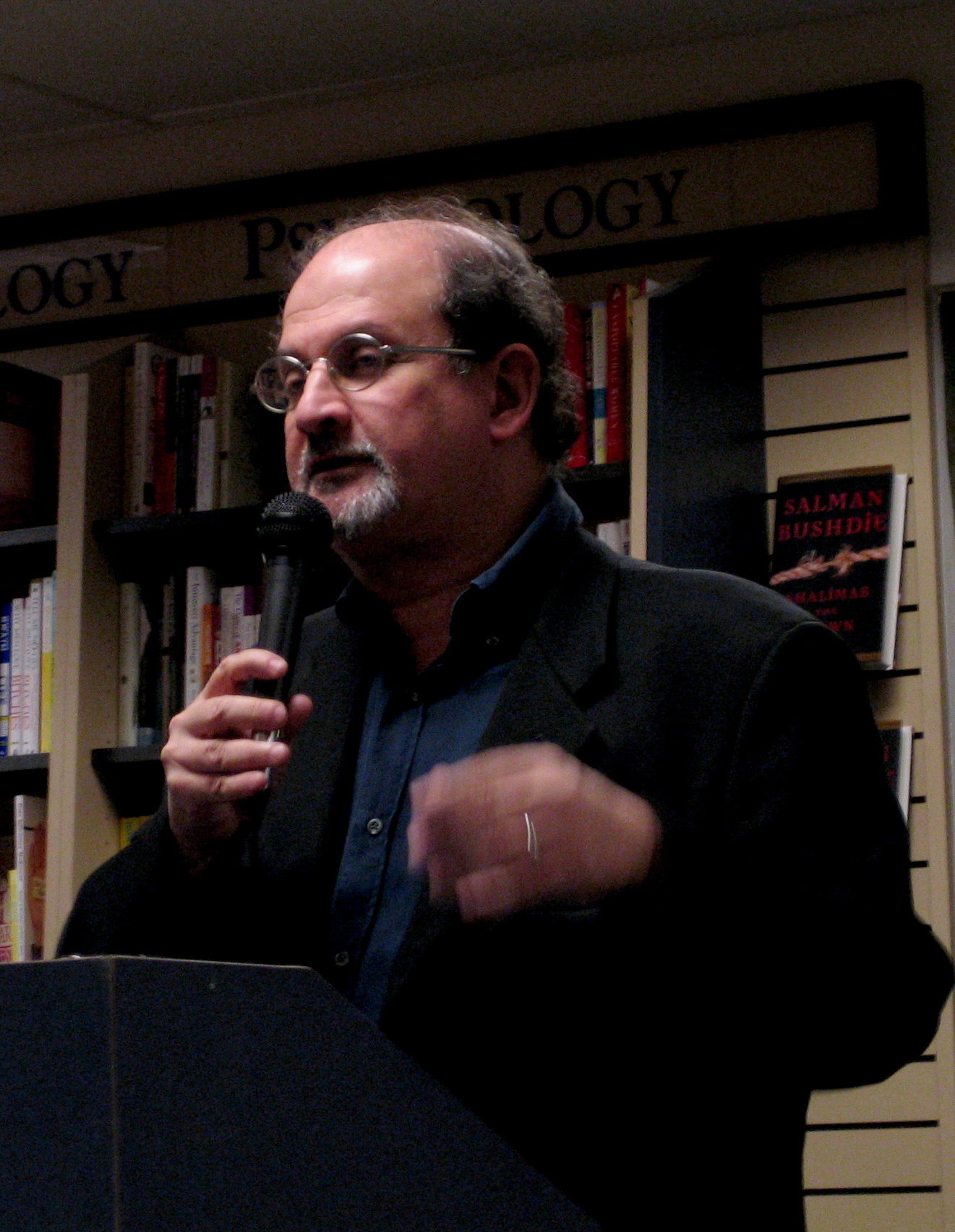
سلمان رشدی در حال ارائه و توضیح دربارهٔ کتاب خود شالیمار دلقک

### رمان‌ها
- گریموس (۱۹۷۵)
- بچه‌های نیمه‌شب (۱۹۸۱)
- شرم (۱۹۸۳)
- آیات شیطانی (۱۹۸۸)
- هارون و دریای قصه‌ها (۱۹۹۰)
- آخرین آه عرب مغربی (۱۹۹۵)
- زمین زیر پایش (۱۹۹۹)
- خشم (۲۰۰۱)
- شالیمار دلقک (۲۰۰۵)
- افسونگر فلورانس (۲۰۰۸)
- دو سال و هشت ماه و بیست و هشت شب (۲۰۱۵)
- کاخ زرین (۲۰۱۷)[۷۳]
- کیشوت (۲۰۱۹)
- شهر پیروزی (۲۰۲۳)
- چاقو (۲۰۲۴)[۷۴]

### مجموعه‌ها
- بی‌خانمان به میل خود (۱۹۹۲، به همراه آر. جاب‌والا و وی. اس. نایپل)
- شرق، غرب (۱۹۹۴)
- بهترین داستان کوتاه‌های آمریکایی (۲۰۰۸، به‌عنوان ویراستار مهمان)

### کتاب‌های کودکان
- هارون و دریای قصه‌ها (۱۹۹۰)
- لوکا و آتش زندگی (۲۰۱۰)

### جستارها و کتاب‌های غیرداستانی
- لبخند یوزپلنگ: سفری به نیکاراگوئه (۱۹۸۷)
- وطن‌های خیالی: جستار و نقد ۱۹۸۱–۱۹۹۱ (۱۹۹۲)
- شرق غمگین است (۲۰۰۴)
- زبان‌های حقیقت (۲۰۲۱)

### آثار ترجمه شده به فارسی
- شرم. ترجمهٔ مهدی سحابی. تهران: تندر، ۱۳۶۴.[۷۵]
- بچه‌های نیمه‌شب. ترجمهٔ مهدی سحابی. تهران: تندر، ۱۳۶۳.[۷۶]
- آیات شیطانی. ترجمهٔ روشنک ایرانی. بی‌جا: بی‌نا، ۱۳-.[۷۷]
- هارون و دریای قصه‌ها. ترجمهٔ سینا سلیمی، برگردان آزاد اشعار اسماعیل خویی. تهران: باران، ۱۹۹۵. شابک ۹۱۸۸۲۹۶۴۶۶